# Panzerzug General Alexejew
Der Panzerzug General Alexejew (russisch Бронепоезд Генерал Алексеев Bronepojesd General Alexejew) war der erste Panzerzug der Weißen Armee aus der Zeit des Russischen Bürgerkrieges von 1918.

## Geschichte
Am 1. Juli 1918 wurde auf dem Bahnhof von Tichorezkaja, in der Region Krasnodar der erste Panzerzug der Freiwilligenarmee aufgestellt. Als Rollmaterial wurden erbeutete Wagen der bolschewistischen Truppen vor Ort genutzt. Dieser lief vorerst und der dem Namen 1. Panzerzug. Am 16. November 1918 wurde er in Panzerzug General Alexejew umbenannt und der 1. Panzerzugdivision unterstellt. Der Panzerzug erhielt seinen Namen zu Ehren des General Michail Wassiljewitsch Alexejew

## Technische Daten
Der erste Panzerzug General Alexejew verfügte über eine Artilleriekanone. Nach der gegnerischen  Erbeutung und dem Neubau des Panzerzuges, verfügte er über drei Artilleriekanonen.

## Einsatz
Kurz nach der Aufstellung im Juli, wurde der Panzerzug General Alexejew, zusammen mit dem Panzerzug Jedinaja Rossija beim Angriff auf die Bahnhöfe Sosyka und Kuschtschewka erfolgreich eingesetzt. Ende August 1918 kam der Panzerzug General Alexejew beim Angriff auf Armawir zum Einsatz. Nach der erfolgreichen Einnahme der Stadt, fuhr der Panzerzug Sicherungsfahrten auf der Eisenbahnlinie zwischen Armawir und Tuapse.
In der Nacht auf den 6. September 1918 kam es beim Bahnhof Kurgannaja zu einem Zusammenstoß mit dem Panzerzug Dmitri Donskoi. Der Panzerzug General Alexejew wurde dabei so schwer beschädigt, dass er liegen blieb und später von bolschewistischen Truppen erbeutet wurde. Ende September 1918 wurde der Panzerzug in Tichorezkaja neu gebaut und wieder aufgestellt. Nach der erneuten Aufstellung fuhr der Panzerzug zum Bahnhof von Torgovaya, an der Eisenbahnlinie zwischen Tichorezkaja und Zarizyn. Mitte Oktober nahm der Panzerzug General Alexejew, zusammen mit dem Panzerzug Jedinaja Rossija, beim Angriff auf Stawropol teil. Nach dem erfolgreichen Angriff fuhr der Panzerzug General Alexejew Sicherungsfahrten auf der Eisenbahnstrecke zwischen Armawir und Newinnomyssk.
Am 19. Oktober 1919 befand sich der Panzerzug General Alexejew auf dem Rückzug. Zusammen mit dem Panzerzug Drosdowez erreichte er den Bahnhof von Sokolorornoje. Dort befanden sich bereits gegnerische Truppen, welche die Panzerzüge aufhielten und außer Gefecht setzten konnten.

## Zugpersonal
- Panzerzugkommandant[2][1]
  - Oberst Stremouchow (1. Juli 1918 – 6. September 1918)
  - Oberst Zielieniecki (September 1918 – Februar 1919)
  - Oberst Schamow (Februar 1919 – 19. Oktober 1919)